# Bernières-sur-Mer
Bernières-sur-Mer (bɛʁnjɛʁ syʁ mɛʁⓘ) – miejscowość i gmina we Francji, w regionie Normandia, w departamencie Calvados.
Według danych na rok 1990 gminę zamieszkiwały 1563 osoby, a gęstość zaludnienia wynosiła 204 osoby/km² (wśród 1815 gmin Dolnej Normandii Bernières-sur-Mer plasuje się na 141. miejscu pod względem liczby ludności, natomiast pod względem powierzchni na miejscu 671.).